# Maryna Dorošenková
Maryna Dorošenková, dívčím jménem Chabarová (ukrajinsky Марина Дорошенко; 22. března 1981, Marhanec – 7. září 2014) byla ukrajinská basketbalistka, sedminásobná mistryně Ukrajiny, dvojnásobná vítězka poháru Ukrajiny v sestavě basketbalového klubu „Kozačka – ZALK“ (Záporoží), účastnice soutěží evropských pohárových turnajů, výběrových i finálových her v sestavě národního mužstva Ukrajiny a Mistryně sportu.
V roce 2013 jí byla diagnostikována akutní leukemie, na začátku ledna 2014 se nemoc zhoršila. Protože neměla dostatek vlastních prostředků k boji s nemocí, obrátila se s prosbou o pomoc při financování léčby k veřejnosti. Nemoci však téhož roku podlehla.